# El Piyayo (película)
El Piyayo es una película española estrenada el 1 de febrero de 1956, dirigida por Luis Lucia Mingarro y protagonizada en los papeles principales por Valeriano León, Manuel Luna, Jesús Tordesillas, Rafael Durán y Delia Luna.
El Piyayo fue un personaje real llamado Rafael Flores Nieto, no obstante la película está inspirada en el poema "El Piyayo" de José Carlos de Luna (1890-1965).

## Argumento
La película narra los sinsabores de un humilde gitano llamado el Piyayo que debe buscarse la vida, y la fortuna, de todas las formas posibles ya que de él dependen nada menos que doce nietos huérfanos.

## Reparto
- Valeriano León como El Piyayo.
- Manuel Luna como Jerónimo.
- Jesús Tordesillas como D. Carlos
- Rafael Durán como D. Juan Manuel
- Delia Luna como Esperanza.
- Eugenio Domingo
- Irene Caba Alba como Irene.
- José Franco
- Antonio Puga
- Josefina Serratosa
- Valeriano Andrés
- Antonio Molina como Él mismo.
- Francisco Camoiras